# Peter James (Schriftsteller)

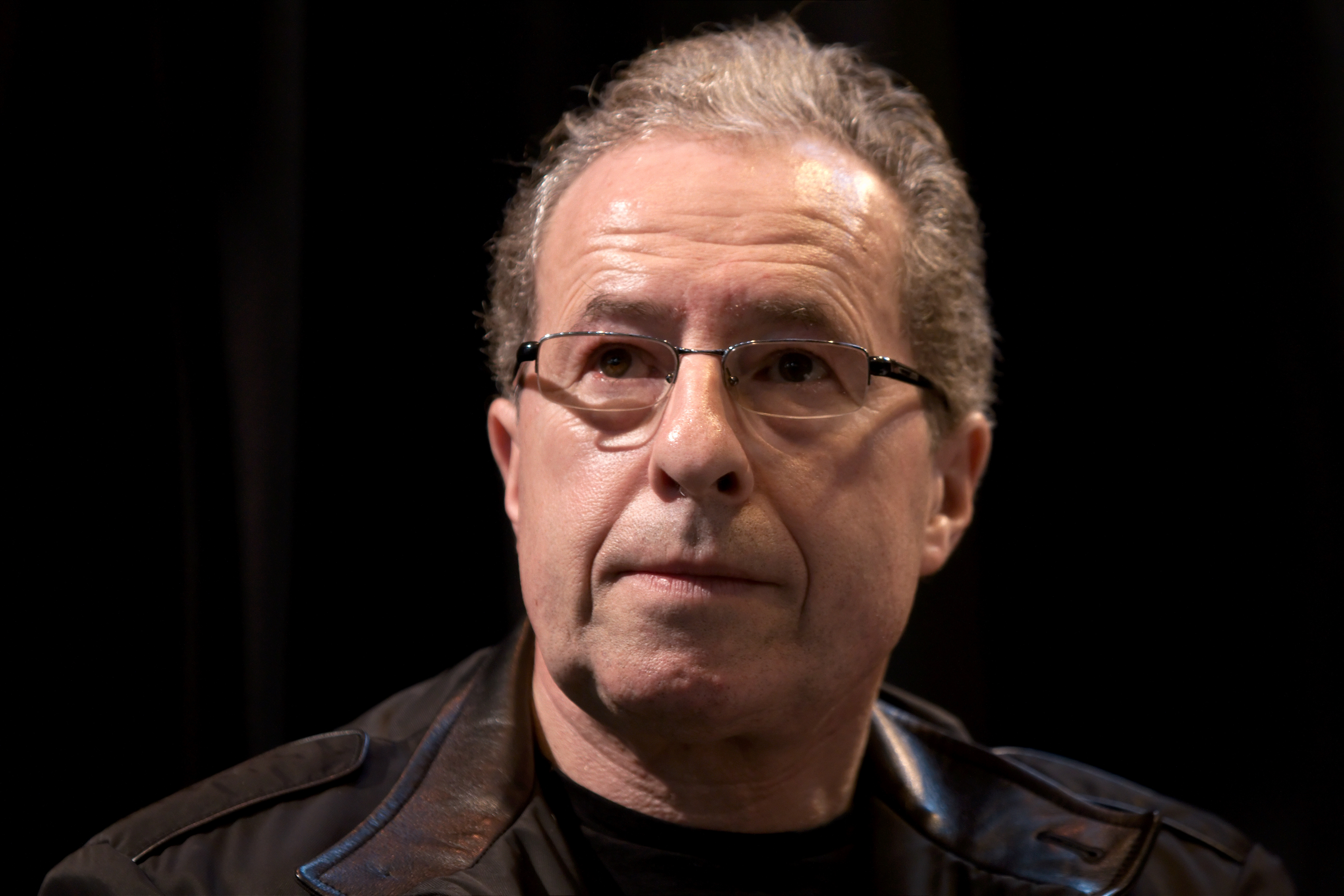
Peter James (2010)

Peter James (* 22. August 1948 in Brighton, East Sussex) ist ein britischer Schauspieler, Drehbuchautor, Filmproduzent und Schriftsteller.

## Leben
Seine Schulzeit verbrachte James an der Charterhouse School und studierte anschließend am Ravensbourne College of Design and Communication. Danach lebte er viele Jahre in den Vereinigten Staaten und wohnt heute in Ditchling, Sussex und Notting Hill, London. Seine erste Begegnung mit Hollywood hatte Peter James, als er im Haus von Filmlegende Orson Welles als Putzkraft arbeitete.
In den 1970er Jahren begann Peter James sich in Hollywood als Filmproduzent einen Namen zu machen und war an Filmen wie Der Bunker mit Peter Sellers (1973) und Der Kaufmann von Venedig mit Al Pacino und Jeremy Irons in den Hauptrollen (2004) beteiligt. Mittlerweile besitzt er eine eigene Produktionsfirma in England.
Gelegentlich betätigte sich Peter James auch als Schauspieler und trat in einer Folge der Mini-Serie The Shining von Stephen King aus dem Jahr 1997 auf. Daneben war er als Drehbuchautor tätig.
Seit einigen Jahren veröffentlicht Peter James Kriminalromane und feierte unter anderem mit dem auch in Deutschland erschienenen Thriller Stirb ewig (engl.: Dead simple) großen Erfolg.

## Werke (Auszug)
- Der Sohn (Possession, 1988), dt. von Waltraud Götting, Goldmann, München 1990. ISBN 3-442-08070-3
- Der Alp (Dreamer, 1989), dt. von Angelika Weidmann, Goldmann, München 1991. ISBN 3-442-09745-2
- Das Herz (Sweet Heart, 1990), dt. von Angelika Weidmann, Goldmann, München 1992. ISBN 3-442-08097-5
- Schwelle ins Nichts (Twilight, 1991), dt. von Edda Petri, Goldmann, München 1992. ISBN 3-442-08107-6
- Die Prophezeiung (Prophecy, 1992), dt. von Manes H. Grünwald, Manesse, Zürich 1992. ISBN 3-251-00228-7
- Wie ein Hauch von Eis (Host, 1993), dt. von Manes H. Grünwald, Goldmann, München 1995. 3-442-08125-4
- Der Konzern (Alchemist, 1993), dt. von Manes H. Grünwald, Goldmann, München 1997. 3-442-43678-8
- Ein guter Sohn (Denial, 1998), dt. von Karl-Heinz Ebnet, Droemer Knaur, München 2002. ISBN 3-426-62051-0
- Mein bis in den Tod (Faith, 2000), dt. von Michael Benthack, Knaur, München 2006. ISBN 3-426-62652-7
- Seit 2005 Roy-Grace-Serie
- Der perfekte Mörder (The Perfect Murder, 2010), dt. von Christine Strüh, Fischer Verlag GmbH (FISCHERdigiBooks), Frankfurt am Main 2015. ISBN 978-3-10-403525-3
- Nur dein Leben (Perfect People, 2011), dt. von Stefanie Schäfer, Scherz, Frankfurt am Main 2012. ISBN 978-3-651-00037-7
- Das Haus in Cold Hill (The House on Cold Hill, 2015), dt. von Christine Blum, S. Fischer Verlag, 2017
- Der absolute Beweis (Absolute Proof, 2017), dt. von Irmengard Gabler, FISCHER Scherz, Frankfurt am Main 2021. ISBN 978-3-651-02577-6

## Auszeichnungen (Auszug)
- Sitges International Horror Film Festival, bester ausländischer Film für Dead of Night, 1974
- Honorary Fellowship, FHS Emeritus Award der Hypnotherapy Society, 1999
- Krimi-Blitz, für den besten Krimi, 2005[1]
- Prix Polar International des Festival de Cognac, 2006
- Prix Cœur Noir des Festival Polar dans la Ville von Saint-Quentin-en-Yvelines, 2007
- Barry Award/Bester britischer Kriminalroman für Dead Man’s Grip, 2012
- CWA Diamond Dagger für sein Lebenswerk, 2016

## Filmographie als Produzent (Auszug)
- 1972: Die Totenmühle (The Corpse Grinders)
- 1972: Dead of Night
- 1973: Der Bunker (The Blockhouse)
- 2004: Der Kaufmann von Venedig (The Merchant of Venice)